# Caldwell (Arkansas)
Caldwell es un pueblo ubicado en el condado de St. Francis en el estado estadounidense de Arkansas. En el Censo de 2010 tenía una población de 555 habitantes y una densidad poblacional de 71,31 personas por km².

## Geografía
Caldwell se encuentra ubicado en las coordenadas 35°4′29″N 90°48′34″O / 35.07472, -90.80944. Según la Oficina del Censo de los Estados Unidos, Caldwell tiene una superficie total de 7.78 km², de la cual 7.74 km² corresponden a tierra firme y (0.6%) 0.05 km² es agua.

## Demografía
Según el censo de 2010, había 555 personas residiendo en Caldwell. La densidad de población era de 71,31 hab./km². De los 555 habitantes, Caldwell estaba compuesto por el 79.82% blancos, el 14.59% eran afroamericanos, el 0.36% eran amerindios, el 0.54% eran asiáticos, el 0% eran isleños del Pacífico, el 2.34% eran de otras razas y el 2.34% pertenecían a dos o más razas. Del total de la población el 6.13% eran hispanos o latinos de cualquier raza.